# ヨハン・アンダーソン (プログラマー)

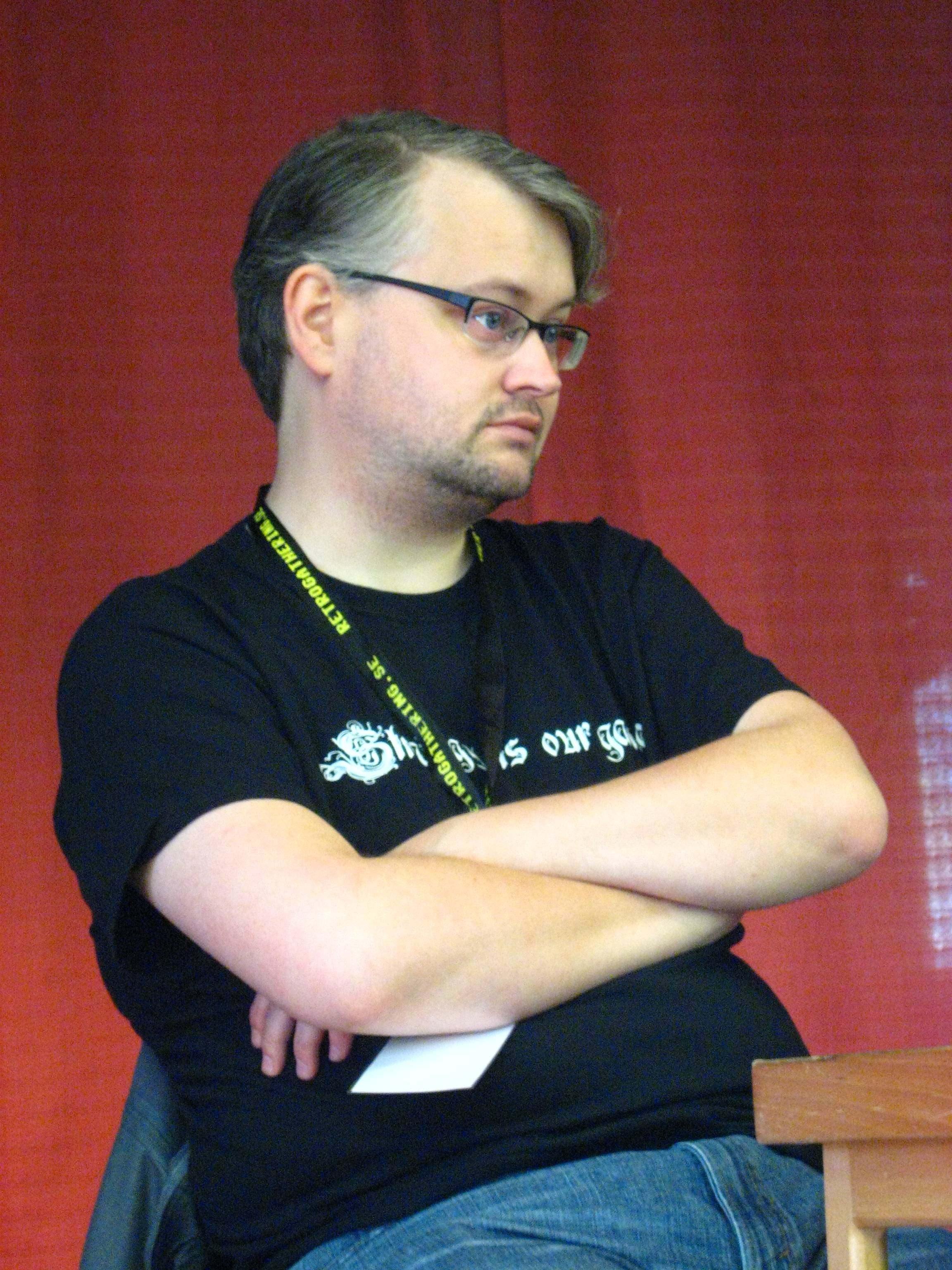
ユハン・アンデション（2009年）

ユハン・アンデション（スウェーデン語: Johan Andersson、 1974年8月28日 - ）は、スウェーデンのゲームプログラマー。パラドックスインタラクティブでEuropa Universalis、Victoria、Crusader Kings、Hearts of Iron等のシリーズを手がける。
パラドックスインタラクティブに勤める以前は、Funcomに勤めていた。